# Catrin Jacobs
Catrin Jacobs, folkbokförd Katrine Jacobs, född 18 augusti 1943 i Jönköping, död 15 juni 2022, var en svensk journalist och programledare känd från SVT:s Sköna söndag.
Catrin Jacobs började som TV-hallåa 1968 och kom till Dagens eko i början av 1970-talet för att 1974 börja på Rapport i TV2. Hon arbetade också under denna period med TV-programmen Fakta, Nöjesnytt och olika invandrarprogram. Som nygift med kollegan Sune Kempe var hon i inledningen av 1980-talet verksam vid SVT:s kontor i London.
Hemkomna till Sverige fortsatte karriären på SVT. Catrin Jacobs ledde från hösten 1981 programserien Magasinet med uppmärksammade reportage, bland annat om hur fostervävnader användes i "föryngringssprutor" på schweiziska lyxkliniker för åldrande miljonärer. Från SVT i Malmö sändes sedan en ännu mer känd serie, Sköna söndag, från 1986. Året efter utsåg Aftonbladet henne till bästa kvinnliga TV-personlighet.
Catrin Jacobs var gift första gången 1963–1971 med fransmannen J M Duclos (född 1938), andra gången 1972–1978 med TV-mannen Mats Hådell (1944–2000) och tredje gången från 1982 med TV-mannen Sune Kempe (1937–2007). Hon fick ett barn i varje äktenskap, äldsta barnet är artisten och Piaf-tolkaren Vendela Duclos (född 1965).